# Pilsbrycharopa tumida
Pilsbrycharopa tumida é uma espécie de gastrópode  da família Charopidae.
É endémica da Austrália.